# Isaac Austin
Pour les articles homonymes, voir Austin.
Isaac « Ike » Austin, né le 18 août 1969 à Gridley en Californie, est un joueur puis entraîneur américain de basket-ball.

## Biographie
Pivot de 2,08 m, Austin est sélectionné à sa sortie de l'université d'État de l'Arizona par le Jazz de l'Utah lors de la draft 1991 de la NBA. Il réalise des moyennes de 2 points et 1,1 rebond durant sa saison rookie avec le Jazz, et après deux saisons mitigées, il signe avec le club de Tuborg İzmir une équipe de la ligue turque de basket-ball. Austin réalise des moyennes de 22,3 points et 13,9 rebonds durant la saison 1995-1996 en Turquie et il retourne en NBA la saison suivante chez le Heat de Miami. Avec une confiance retrouvée, Austin inscrit 9,7 points et 5,8 rebonds pour le Heat et reçoit le trophée de NBA Most Improved Player en 1997. Austin réalise sa meilleure saison en 1997-1998 où il réalise des moyennes de 13,5 points et 7,1 rebonds alors qu'il joue pour le Heat et les Clippers de Los Angeles (où il est transféré en cours de saison contre Brent Barry). Après cette saison, il signe un contrat lucratif avec le Magic d'Orlando, mais son jeu commence à régresser. Austin est transféré aux Wizards de Washington contre Ben Wallace après une saison au Magic, et les Wizards le transfèrent par la suite aux Grizzlies de Vancouver/Memphis, avec qui il termine sa carrière en 2002. Lors de la saison 2004-2005, Ike Austin entraine les Snowbears de l'Utah, une équipe de l'American Basketball Association 2000.